# Simon Busuttil
Simon Busuttil (n. 21 martie 1969, Attard⁠(d), Northern Region (Tramuntana)⁠(d), Malta) este un om politic maltez, membru al Parlamentului European în perioada 2004-2009 din partea Maltei.